# Villanueva del Rey
Villanueva del Rey – gmina w Hiszpanii, w prowincji Kordoba, w Andaluzji, o powierzchni 215,8 km². W 2011 roku gmina liczyła 1167 mieszkańców.